# Quercus subintegra
Quercus subintegra là một loài thực vật có hoa trong họ Cử. Loài này được (Engelm.) Trel. miêu tả khoa học đầu tiên năm 1917.